# Shipton-on-Cherwell and Thrupp
Shipton-on-Cherwell and Thrupp är en civil parish i Storbritannien.   Den ligger i grevskapet Oxfordshire och riksdelen England, i den södra delen av landet, 90 km väster om huvudstaden London.